# Усов, Илья Денисович
Илья Денисович Усов (бел. Ілля Дзянісавіч Усаў; род. 3 августа 2001, Минск) — белорусский хоккеист, нападающий.

## Игровая карьера
С 2010 году воспитывался в школе Юности-Минск, принимал участие в различных юношеских соревнованиях. В 2015 году перешел в жлобинский «Металлург». В 2015 году перебрался в США где также выступал за различные команды в юниорских лигах. В 2019 году дебютировал в ЗХЛ.
В 2020 году в связи с пандемией перебрался в Белоруссию, где начал выступать на взрослом уровне за минское «Динамо» в КХЛ. В марте 2022 года подписал контракт новичка с командой НХЛ «Тампа-Бэй Лайтнинг». За океаном игрок провёл два сезона в клубе «Сиракьюз» в АХЛ, но не дебютировал в НХЛ. «Тампа-Бэй» выставила белорусского форварда на драфт отказов, и он вернулся в минское «Динамо».
В сезоне-2024/25 набрал 11 (6+5) баллов в 53 матчах регулярного сезона и 8 (5+3) очков в 7 играх Кубка Гагарина. Суммарно в КХЛ на счету Усова стало 54 (24+30) балла в 165 матчах. По окончании сезона продлил соглашение с «Динамо» на два года.

## Карьера в сборной
В 2015 году выступал за команду штата Колорадо до 15 лет. Тогда Илья принял участие в 5 матчах, забросил 4 гола и отметился одной результативной передачей что является лучшим результатом команды того года.
В 2018 году дебютировал за Юниорская сборную. За команду того года Усов сыграл 5 матчей где забил 2 гола. Выступал также за команду 2019 года. Тогда Усов также принял участие в 5 матчах и отдал 3 результативных передачи. Кроме того, форвард принимал участие в кубке Салея-2019 за Молодёжную сборную. В 6 матчах ему удалось набрать 3 очка. В 2020 году дебютировал в Молодёжной сборной. В команде того года принял участие в 5 матчах и отличился 3 результативными передачами.